# Tini: Marea Schimbare a Violettei
Tini: Marea Schimbare a Violettei (în spaniolă Tini: El gran cambio de Violetta) este un film din 2016 regizat de Juan Pablo Buscarini. Filmul este finalul serialului Violetta și al personajelor sale. Actorii principali sunt Martina Stoessel, Jorge Blanco, Adrian Salzedo, Mercedes Lambre, Maria Clara Alonso, Diego Ramos, Angela Molina și Sofia Carson. Filmul a avut premiera la 6 mai 2016 în Spania, la 12 mai 2016 în Italia și la 2 iunie 2016 în Argentina.

## Filmare
Aproape în întregime a fost filmat în Sicilia, Taormina (Italia) în locații uimitoare, filmul conținând unele scene din Spania, iar scenele de început vor fi din Buenos Aires, Argentina, din casa Violettei. Sunt confirmați în seria de film argentinian Diego Ramos, Clara Alonso și Mercedes Lambre.

## Personaje
Violetta (Martina Stoessel), o fată luminoasă și plină de viață, a devenit un mare artist la fel ca și iubitul său Leon (Jorge Blanco). Acaparat de presiune filmărilor pentru noul său videoclip în care Melanie (Sofia Carson) va fi iubita sa, Leon nu este informat despre confirmarea lui Melanie făcută în urma speculațiilor că aceștia ar forma un cuplu. Deși protejată de managerul său și de Angie (mătușa sa și soția tatălui său), Violetta află în timpul emisiunii în care este invitată despre idilă. Dezamăgită fiind, Violetta își anunță retragerea. German recitește scrisoarea de la Isabella (Angela Molina), o persoană care găzduiește tinerii artiști din Italia. Acum începe aventura Violettei de a se regăsi pe sine. Aici îl întâlnește pe Caio (Adrian Salzedo),cu care va lega o prietenie frumoasă. Acesta este momentul în care Violetta descoperă mai multe despre mama sa, pe care o simte acum din ce în se mai aproape.
| Nume               | Personaj      | Tip          |
| ------------------ | ------------- | ------------ |
| Martina Stoessel   | Violetta/Tini | Protagonistă |
| Jorge Blanco       | Leon          | Protagonist  |
| Adrian Salzedo     | Caio          | Protagonist  |
| Mercedes Lambre    | Ludmila       | Protagonistă |
| Sofia Carson       | Melanie       | Antagonistă  |
| Diego Ramos        | German        | Rol Secundar |
| Maria Clara Alonso | Angie         | Rol Secundar |
| Angela Molina      | Isabella      | Rol Secundar |

## Premiere
| Anul | Țara          | Data        |
| ---- | ------------- | ----------- |
| 2016 | Franța        | 4 mai       |
| 2016 | Țările de Jos | 5 mai       |
| 2016 | Portugalia    | 5 mai       |
| 2016 | Spania        | 6 mai       |
| 2016 | Chile         | 2 iunie     |
| 2016 | Uruguay       | 2 iunie     |
| 2016 | Columbia      | 2 iunie     |
| 2016 | Brazilia      | 16 iunie    |
| 2016 | Polonia       | 1 iulie     |
| 2016 | Venezuela     | 29 iulie    |
| 2016 | Argentina     | 14 iulie    |
| 2016 | Germania      | 3 noiembrie |